# Rosa Radom

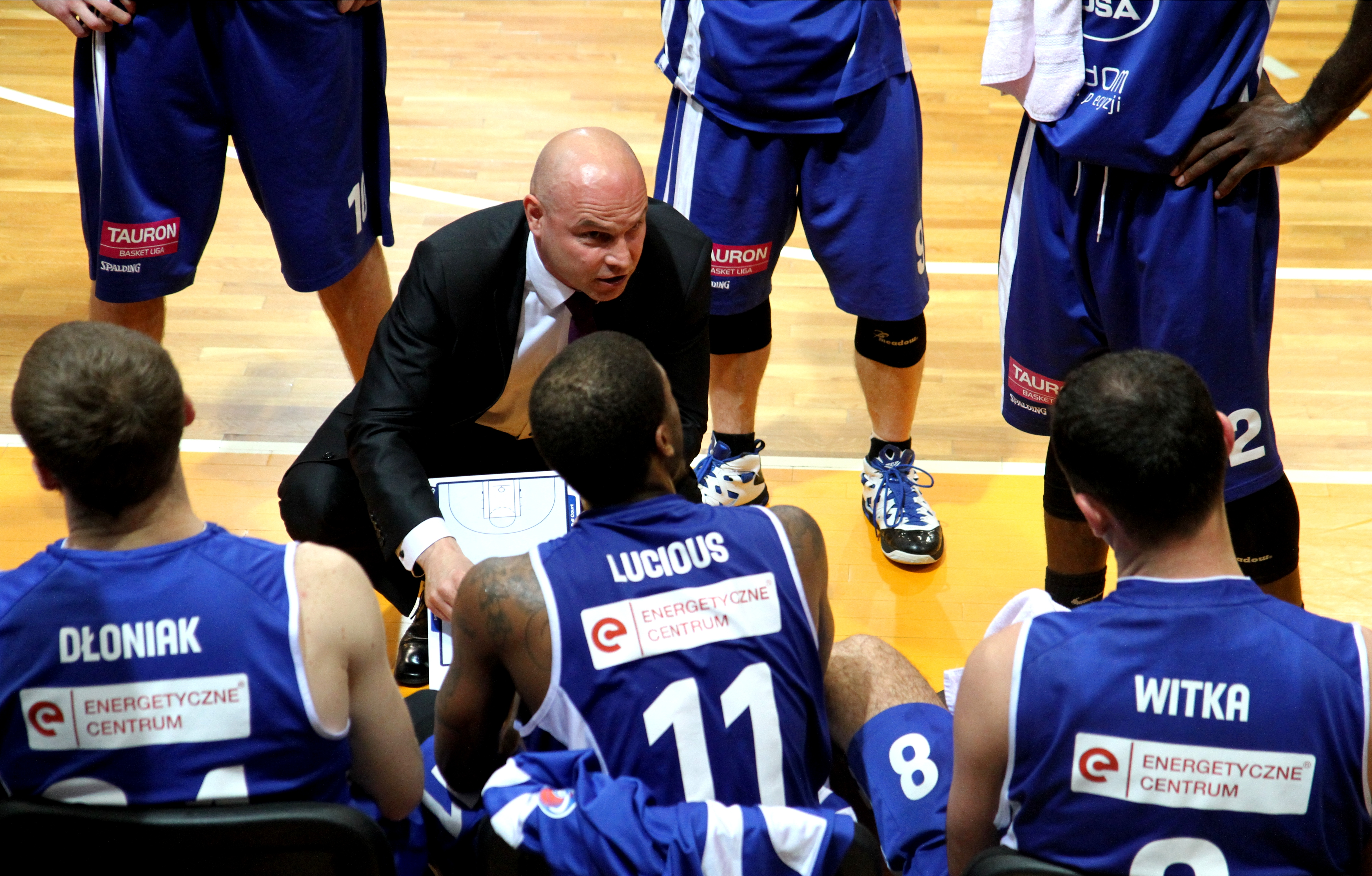
Rosa Radom

Le Rosa Radom, aussi appelé HydroTruck Radom pour des raisons de parrainage, est un club polonais de basket-ball. Le club est basé dans la ville de Radom.

## Palmarès
- Champion de 3e division polonaise : 2010
- Vainqueur de la Coupe de Pologne : 2015

## Entraineurs successifs
- 2018-2021 :  Robert Witka
- 2021-nov. 2021 :  Marek Popiołek
- Nov. 2021-févr. 2022 :  Mihailo Uvalin
- Févr. 2022- :  Robert Witka

## Joueurs célèbres ou marquants
- Hubert Radke
- Danny Gibson
- Korie Lucious